# Rostislav Stach
Rostislav Stach (* 30. listopadu 1960 Karlovy Vary) je český fotograf přírody. Je známý svými fotografickými pracemi zachycujícími zvířata a přírodu. Jeho práce se zaměřuje na fotografování divokých zvířat v přírodním prostředí. Stach je autorem knihy "Fotolovy – Naučte se fotografovat dobře zvířata v přírodě", která byla vydána v roce 2007. Tato kniha slouží jako průvodce pro fotografy, kteří se chtějí naučit fotografovat zvířata v přírodě. Rostislav Stach je také aktivním lektorem a pořádá fotokurzy zaměřené na fotografování přírody a zvířat. Spolupracuje s firmou Olympus a  při své práci využívá jejich fotoaparáty.

## Výstavy
1988
- 1. autorská výstava, Dům kultury, Ostrov

1989
- 2. autorská výstava, Dům kultury, Ostrov

1991
- 3. autorská výstava, Dům kultury, Ostrov
- Chantilly v kolekci KFP (šest autorů) – Francie
- Weybridge Surrey v kolekci KFP – Anglie
- Země živitelka České Budějovice
- 4. autorská výstava, Litvínov
- Zlatý jelen Slávy Štochla, Písek

1992
- Kiljava, Finsko
- Topoľčianky, Slovensko
- Výstava snímků ze soutěže Fauna celého světa – Ohrada Mysliv. muzeum

1993
- Poprad
- Český Brod
- Hannover

1994
- 5. autorská výstava, PZOO Chomutov

1995
- Dobříš

1996
- 6. autorská výstava, PZOO Chomutov- výstava
- Červený Hrádek
- Zlatý kopec
- Ohrada Myslivecké muzeum
- CZECH PRESS PHOTO Praha / 3. cena v kat. Příroda a živ. prostředí /

1997
- Finsko KAJAANI výstava vybraných snímků ze soutěže 4th INTERNATIONAL EXHIBITION OF NATURE PHOTOGRAPHY

1998
- 7. autorská výstava, Karlovy Vary – hotel Kolonáda
- CZECH PRESS PHOTO Praha / 2. cena v kat. Příroda a živ. prostředí /

1999
- Dobříš – u příležitosti konference o introdukovaných druzích zvěře
- Lanškroun- výstava fotografií na Myslivecké výstavě 8. autorská výstava + M.Kryštůfek
- Finsko KAJAANI – výstava vybraných snímků ze soutěže INTERNATIONAL EXHIBITION OF NATURE PHOTOGRAPHY – dva snímky
- Praha – CZECH PRESS PHOTO 1999

2000
- OMS Ústí nad Orlicí – 9. autorská výstava fotografií u příležitosti výstavy trofejí
- NATURA VIVA – vystavené fotografie mezinárodní na myslivecké výstavě v Lysé n/Labem
- 10. autorská výstava Okresní muzeum Chomutov
- Kulturní dům Nová Role – 11. autorská výstava u příležitosti výstavy Myslivost a rybářství
- Praha – výstava CZECH PRESS PHOTO 2000

2001
- Červený Hrádek u Chomutova – 12. autorská výstava u příležitosti výstavy trofejí OMS Chomutov
- účast na výstavě NATURA VIVA 2001
- Czech Press Photo Praha / 1. cena v kat. Příroda a životní prostředí /

2002
- Silva Regina Animal Vetex – Výstaviště Brno
- Červený Hrádek u Chomutova – 13. autorská výstava – FOTOOBRAZY
- účast na výstavě NATURA VIVA 2002
- Německo – Návštěvnické centrum Bavorského lesa – FOTOOBRAZY
- Praha – Výstaviště Praha – výstava FOTOOBRAZŮ při příležitosti výstavy loveckých a sportovních zbraní

2003
- ZOO Park Vyškov – 14. autorská výstava – FOTOOBRAZY
- účast na výstavě Natura Viva 2003 v Lysé nad Labem
- Kadaň – Městská galerie Karla Havlíčka – FOTOOBRAZY 15. autorská výstava
- Praha, Výstaviště Praha – výstava FOTOOBRAZŮ u příležitosti výstavy zbraní a střeliva ve stánku ČMMJ.

2004
- Výstaviště v Lysé nad Labem, u příležitosti 10. národní výstavy NATURA VIVA 2004 – 16. autorská výstava
- Mikulov u Teplic – výstava fotoobrazů u příležitosti Mysliveckých slavností

2005
- Židlochovice
- Vyškov
- Falkenstein – Bavorsko
- Hlinsko – skanzen

2006
- Ekocentrum ČSOP Vlašim – snímky na výstavě fotografií a exponátů týkajících se ptačích obyvatel Podblanicka.
- Výstaviště v Lysé nad Labem, u příležitosti 12. národní výstavy NATURA VIVA 2006 – 17. autorská výstava

2007
- Veletrh Holiday World 2007
- Zoopark Chomutov – Výstavní síň – 18. autorská výstava

2008
- Kodaňská Office Center Praha – 19. autorská výstava
- Mini Glerie Centrum FotoŠkoda – Praha
- Photo Festival Wildlife Photo – Montier Ed Der – Francie

2009
- Výstava v Mini Galerii Centra FotoŠkoda v Praze
- Výstava na Veletrhu FomeiTop v Hradci Králové
- výstava fotografií ve výstavní síni Podkrušnohorského zooparku v Chomutově
- výstava fotografií na Červeném Hrádku
- výstava fotografií na zámku v Klášterci nad Ohří
- výstava fotografií na 18. veletrhu cestovního ruchu Holiday World 2009 v Praze
- výstava fotografií ve výstavní síni Podkrušnohorského zooparku v Chomutově

2010
- Autorský výstava – Krkonošské muzeum ve Vrchlabí
- Festival fotografie přírody Novoměstská radnice Praha – září – říjen
- Výstava v Centru FotoŠkoda
- Myslivecké jaro v třeboňských lázních očima autorů, výtvarníků, fotografů, trubačů a vábičů

2011
- Divočina v obrazech, od 27. října do 18. listopadu 2011 v Galerii Treppenhaus německém Erlangenu.
- Divočina v obrazech, společná výstava s Václavem Šilhou pod záštitou místopředsedy vlády a ministra zahraničních věcí Karla Schwarzenberga Národní muzeum únor – červenec
- Výstava fotografií v Ekocentru Šípek v Českém Krumlově

2012
- Divočina v obrazech, Galerie Academic Roztoky u Prahy